# Policijska uprava Maribor
Policijska uprava Maribor je policijska uprava slovenske policije s sedežem na Maistrovi ulici 2 (Maribor). Trenutni (2021) direktor uprave je mag. Donald Rus.

## Zgodovina
Policijska uprava je bila ustanovljena 27. februarja 1999, ko je pričel veljati Odlok o ustanovitvi, območju in sedežu policijskih uprav v Republiki Sloveniji.

## Organizacija

### Splošne postaje
Pod policijsko upravo Maribor spada 11 policijskih postaj, in sicer:
- Policijska postaja Gorišnica
- Policijska postaja Lenart
- Policijska postaja Maribor I
  - Policijska pisarna Duplek
- Policijska postaja Maribor II
- Policijska postaja Ormož
- Policijska postaja Podlehnik
  - Policijska pisarna Majšperk
  - Policijska pisarna Videm pri Ptuju
  - Policijska pisarna Žetale
- Policijska postaja Ptuj
  - Policijska pisarna Destrnik
  - Policijska pisarna Kidričevo
- Policijska postaja Rače
- Policijska postaja Ruše
- Policijska postaja Slovenska Bistrica
  - Policijska pisarna Oplotnica
  - Policijska pisarna Poljčane
  - Policijska pisarna Pragersko
- Policijska postaja Šentilj
  - Policijska pisarna Kungota
  - Policijska pisarna Zgornja Velka

### Mejna policija
- Postaja mejne policije Gruškovje
- Postaja mejne policije Središče ob Dravi
- Postaja mejne policije Šentilj
- Postaja mejne policije Zavrč

### Posebne postaje
- Policijska postaja vodnikov službenih psov in konjenikov Maribor
- Policijska postaja za izravnalne ukrepe Maribor
- Postaja prometne policije Maribor